# Trygve Bøyesen
Trygve Bøyesen (Skien, 15 de fevereiro de 1886 — Skien, 27 de julho de 1963) foi um ginasta norueguês que competiu em provas de ginástica artística.
Bøyesen é o detentor de três medalhas olímpicas, conquistadas em diferentes edições. Na edição britânica, os Jogos de Londres, em 1908, competiu como ginasta na prova coletiva. Ao lado de outros 29 companheiros, conquistou a medalha de prata, após superar a nação da Finlândia e encerrar atrás da seleção sueca. Quatro anos mais tarde, tornou a subir ao pódio, como medalhista de bronze em nova prova coletiva. Sem a realização dos Jogos por conta da Primeira Guerra Mundial, voltou às Olimpíadas em 1920, na edição da Antuérpia. Nela, saiu-se novamente o segundo colocado, em mais uma prova por equipes.